# لشکر ۲۰ پیاده‌نظام (لهستان)
لشکر ۲۰ پیاده‌نظام (لهستانی: 20. Dywizja Piechoty) یکی از واحدهای نیروی زمینی لهستان بود که در دهه ۱۹۲۰ میلادی با سازمان‌دهی مجدد لشکر ۱ لیتوانی-بلاروس تحت فرماندهی ویلهلم لاویچ-لیشکا به وجود آمد و در دفاع از لهستان هنگام تهاجم آلمان به لهستان مشارکت داشت.

## مشارکت در دفاع از لهستان
در سپتامبر ۱۹۳۹ میلادی به عنوان بخشی از ارتش مودلین به غرب منتقل شد تا در نزدیکی مرز پروس خاوری و لهستان مستقر شود.
با آغاز یورش آلمان این لشکر از ۱ تا ۳ سپتامبر در نبرد مواوا با سپاه ۱ (ورماخت) که از نظر تعداد و کیفیت برتری داشت روبرو شد.
در محور مواوا ورماخت قصد داشت تا با تصرف این ناحیه به سمت ورشو در جنوب پیشروی نماید اما حملات نخستین منجر به از دست رفتن ۲۵ تانک آلمانی شد و پیشروی حاصل نیامد. در ادامه آلمانی‌ها غیرنظامیان لهستانی را به عنوان سپر انسانی پیش‌روی تانک‌ها خود قرار دادند اما باز هم نتوانستند خطوط دفاعی لهستانی‌ها را بشکنند اما نهایتاً در ۳ سپتامبر خطوط لهستانی‌ها شکسته شد.
ضدحمله لهستانی‌ها هم با شکست مواجه شد و نیروهای لهستانی در روزهای ۳ تا ۴ سپتامبر زیر بمباران شدیدی نیروهای آلمانی به سمت پوتسک عقب نشستند. از آنجا باقی‌مانده لشکر ۲۰ به سمت ورشو رفتند و در نبرد ورشو (۱۹۳۹) مشارکت داشتند.
نیروهای آلمانی که در مواوا با لشکر ۲۰ می‌جنگیدند به این لشکر عنوان لشکر فولادین داده بودند.